# Reto-Romanen

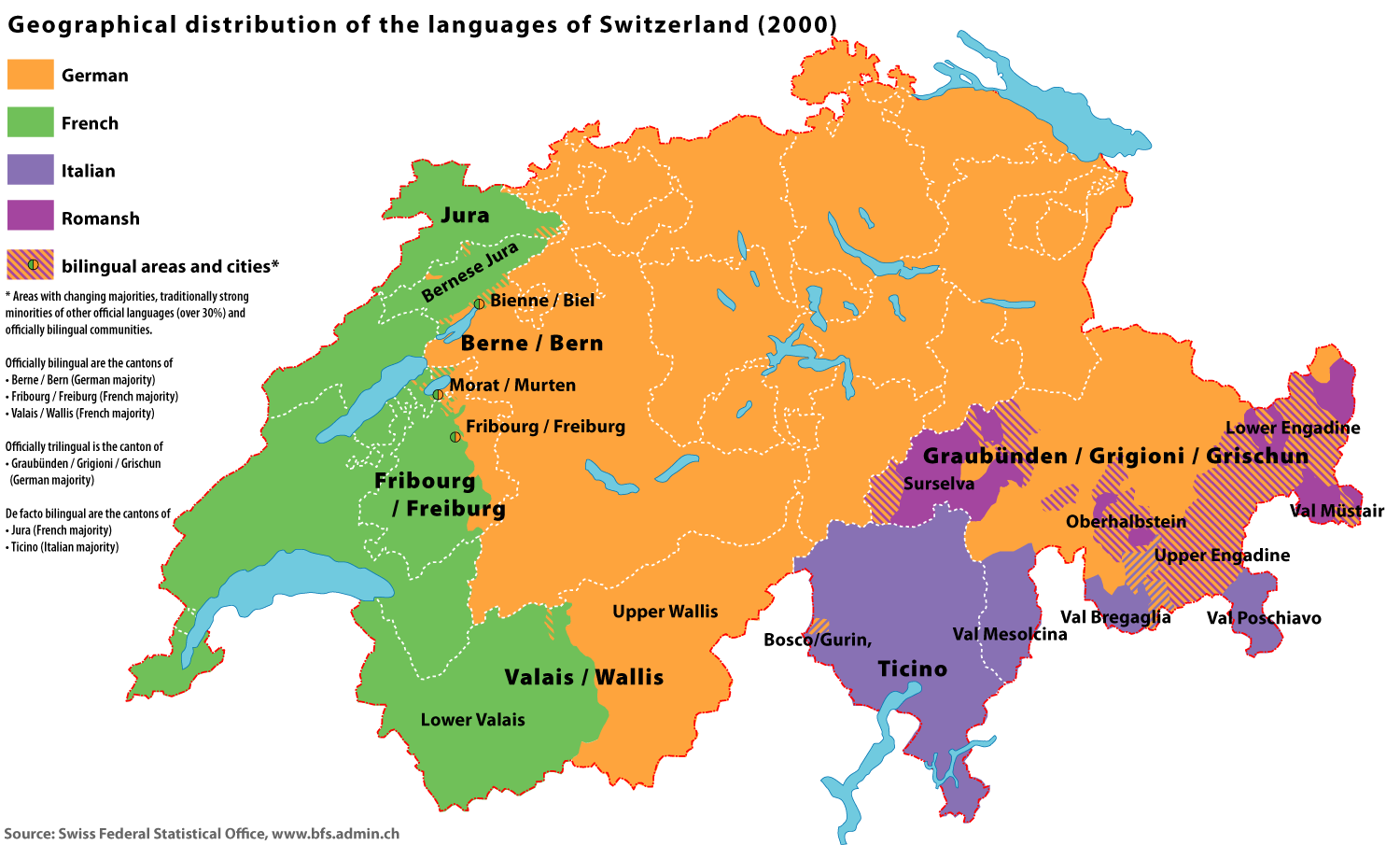
-- HET ZWITSERS TAALLANDSCHAP --
Taalgebieden in Zwitserland (2000). Het Reto-Romaanse taalgebied is in paars weergegeven

Reto-Romanen vormen een van de vier inheemse etnische groepen van Zwitserland, hoofdzakelijk woonachtig in Graubünden. Hun moedertaal is het Reto-Romaans. Ze vormen met 75.000 mensen ongeveer 1% van de Zwitserse bevolking.